# ذخیره‌گاه طبیعی آلتای
ذخیره‌گاه طبیعی آلتای (به انگلیسی: Altai Nature Reserve) یک ذخیره‌گاه طبیعی در جمهوری آلتای، روسیه است.
این منطقه که در سال ۱۹۳۲ تشکیل شده ۸٬۷۱۲ کیلومتر مربع وسعت دارد.

## نگارخانه

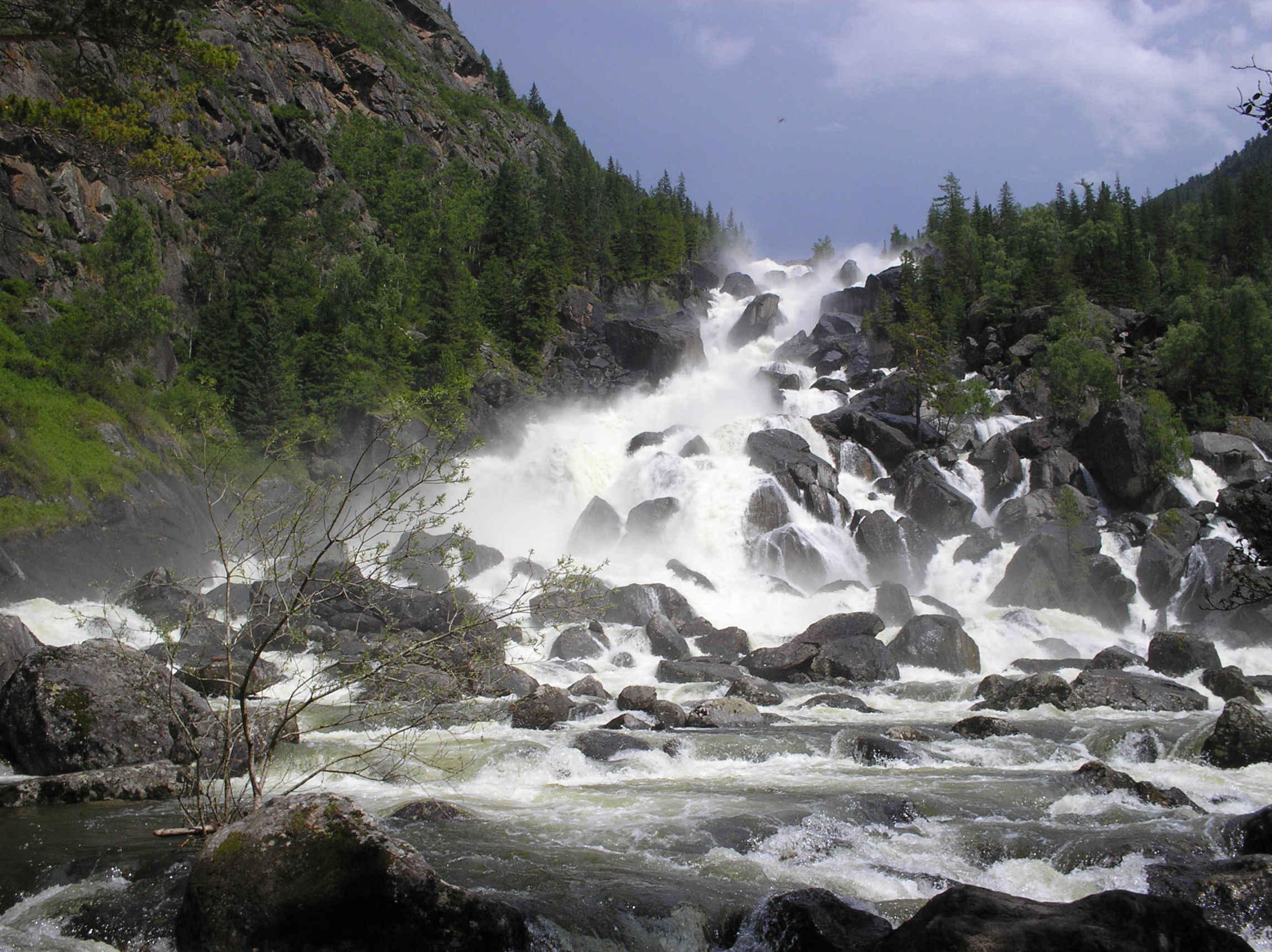
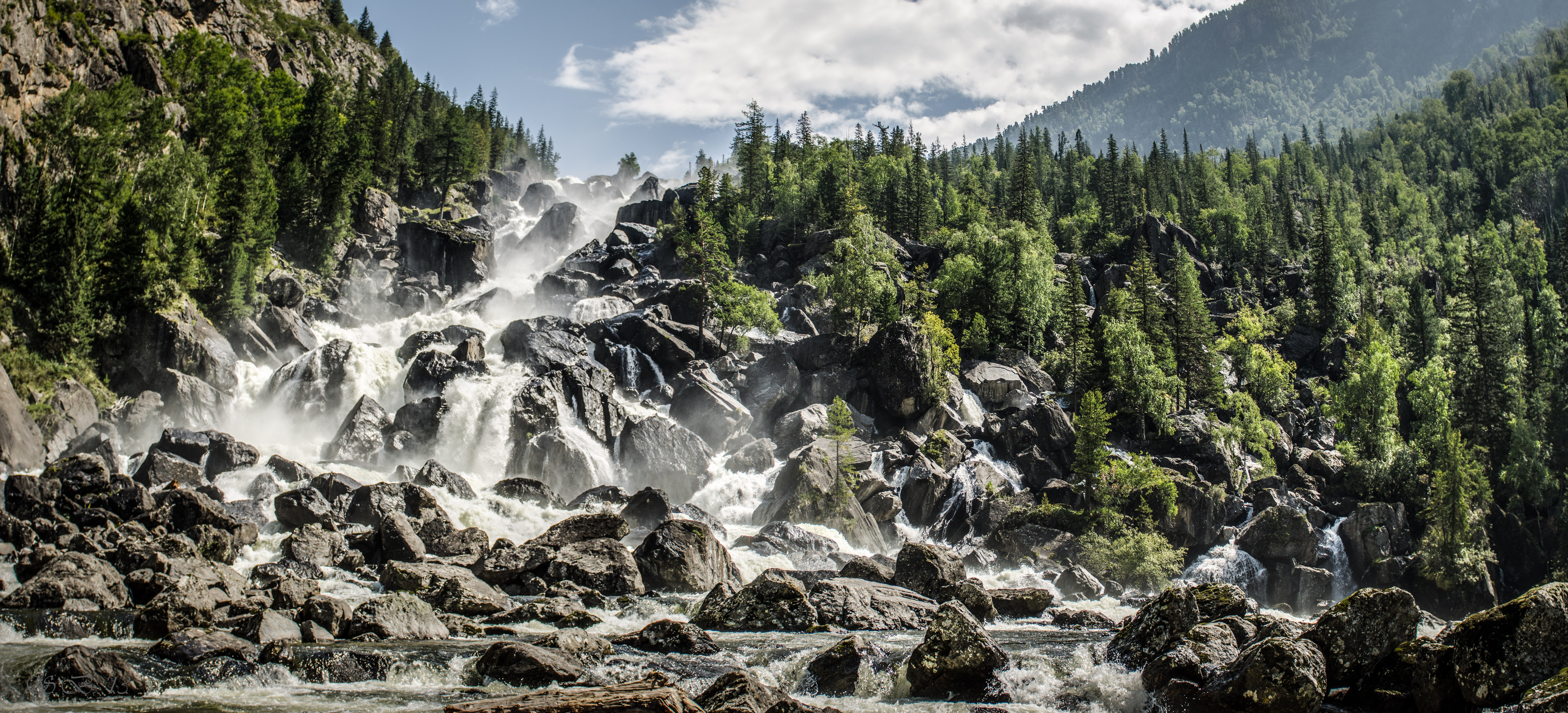
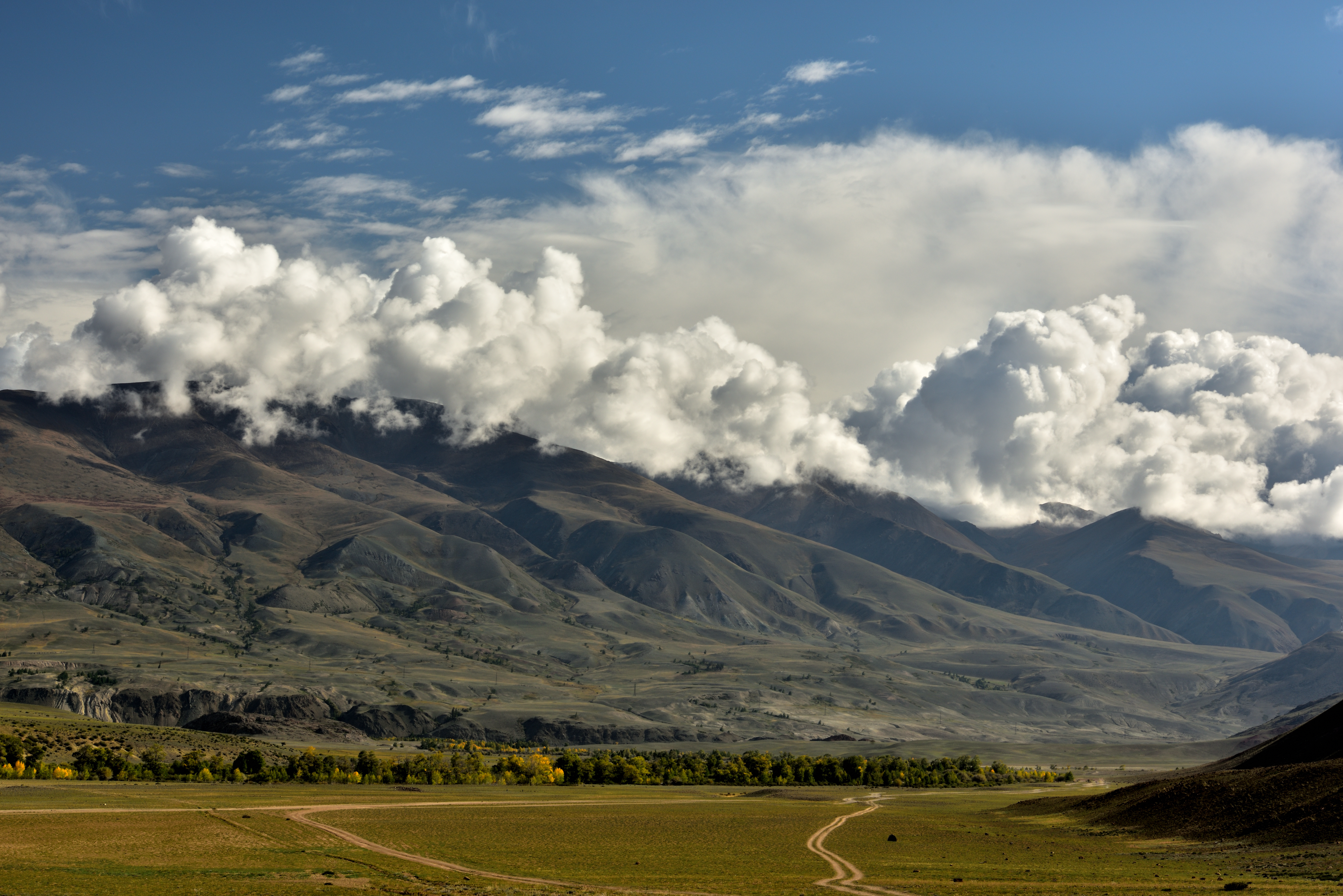